# Forn de la Creu (Sarroca de Lleida)
El Forn de la Creu és una obra de Sarroca de Lleida (Segrià) inclosa a l'Inventari del Patrimoni Arquitectònic de Catalunya.

## Descripció
Forn de calç en un estat de conservació mitjà. Es conserva part de l'estructura, constituïda per paraments amb carreus irregulars, i la boca del forn, que consisteix en una petita obertura rectangular amb llinda.